# Náchod (Tábor)
Náchod (německy Nachod) je vesnice, část města Tábor ve stejnojmenném okrese v Jihočeském kraji, příslušící k hradu Příběnice.
Nachází se na severním okraji Tábora, za mimoúrovňovou křižovatkou silnic č. 19 a č. 603 (zástavba je zejména podél silnice 603 – bývalé E55 – v délce cca jeden kilometr). V blízkosti je vodní nádrž Malý Jordán se známým rekreačním zařízením. Do obce vede linka městské hromadné dopravy. Na severním okraji je velká benzinová stanice. V Náchodě je také Sbor dobrovolných hasičů s dlouholetou tradicí, který byl založen roku 1902.

## Historie
První písemná zmínka o vesnici pochází z roku 1379. V roce 1437 odstupuje Oldřich z Rožmberka ves městu Táboru. V roce 1514 postavilo město v obci mlýn a prodalo jej jakémusi mlynáři Mikešovi. Po bitvě na Bílé Hoře je v roce 1621 obec městu Táboru zkonfiskována, ale již v roce 1629 opět vrácena nazpět.
Z rodin ve vsi nejdéle usedlých se připomíná Dvořákova (1549), Nouskova (1719), Jouzova (1732) a Pecháčkova (1744). Od 17. století vlastní původní Mikešům mlýn rodina Šeborova, o které je zde v obci první zmínka již od roku 1632. Potomci tohoto rodu žijí v místě dodnes. Mlýn zanikl na konci 18. století.

## Obyvatelstvo
| Rok            | 1869 | 1880 | 1890 | 1900 | 1910 | 1921 | 1930 | 1950 | 1961 | 1970 | 1980 | 1991 | 2001 | 2011 | 2021 |
| -------------- | ---- | ---- | ---- | ---- | ---- | ---- | ---- | ---- | ---- | ---- | ---- | ---- | ---- | ---- | ---- |
| Počet obyvatel | 210  | 210  | 221  | 233  | 280  | 253  | 291  | 240  | 232  | 228  | 263  | 231  | 266  | 293  | 340  |
| Počet domů     | 24   | 26   | 28   | 30   | 36   | 37   | 46   | 54   | 54   | 54   | 67   | 80   | 93   | 104  | 119  |

## Obecní správa
Při sčítání lidu v letech 1850–1879 Náchod byl osadou obce Klokoty v okrese Tábor. V letech 1980–1971 byl samostatnou obcí v okrese Tábor. Od 26. listopadu 1971 je částí města Tábor ve stejnojmenném okrese, kdy se konaly městské volby. V letech 1880–1929 k obci patřily Hejlov, Nasavrky, Radimovice u Tábora a Svrabov.

## Pamětihodnosti
- Kaple

## Fotogalerie

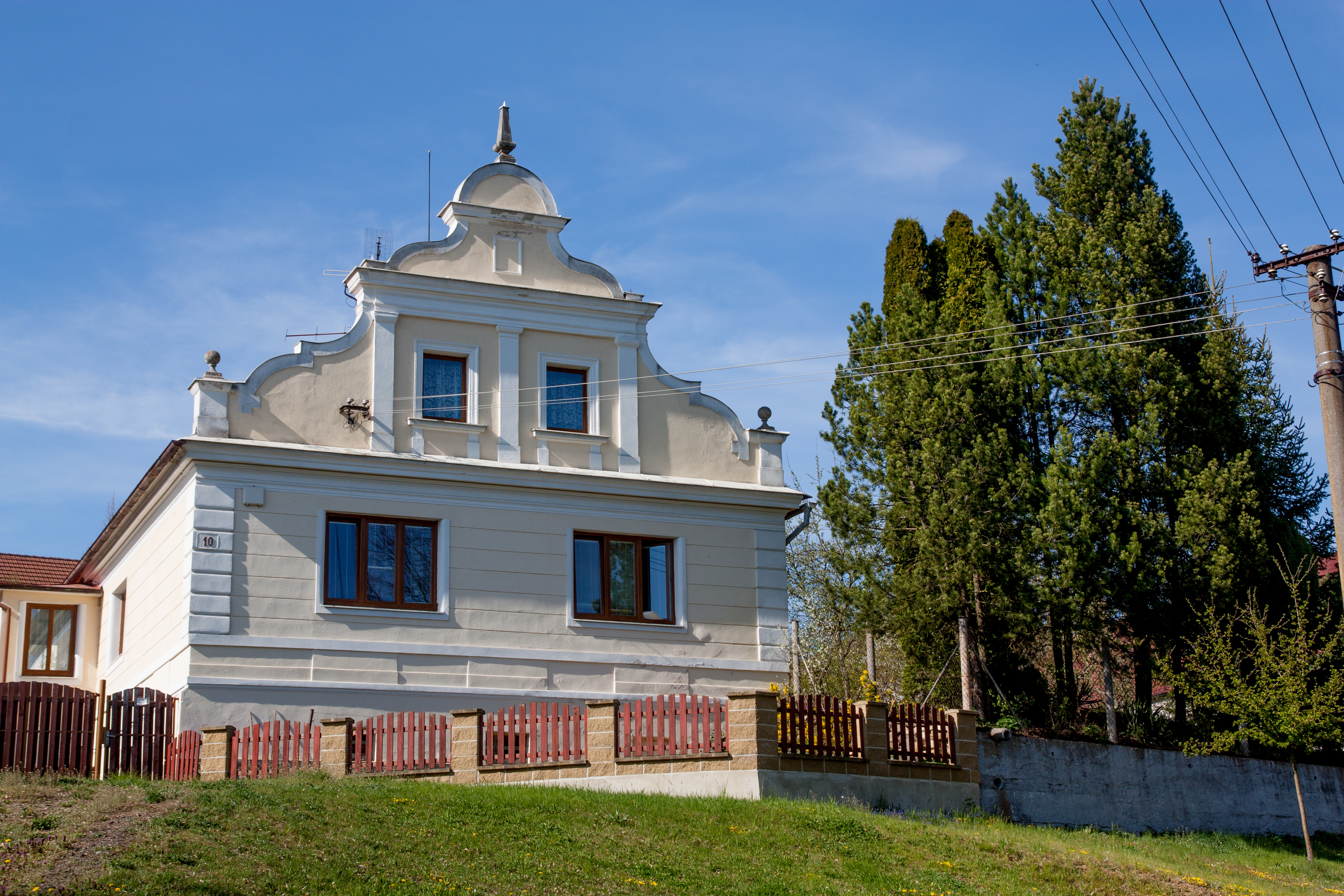
Dům (2019)
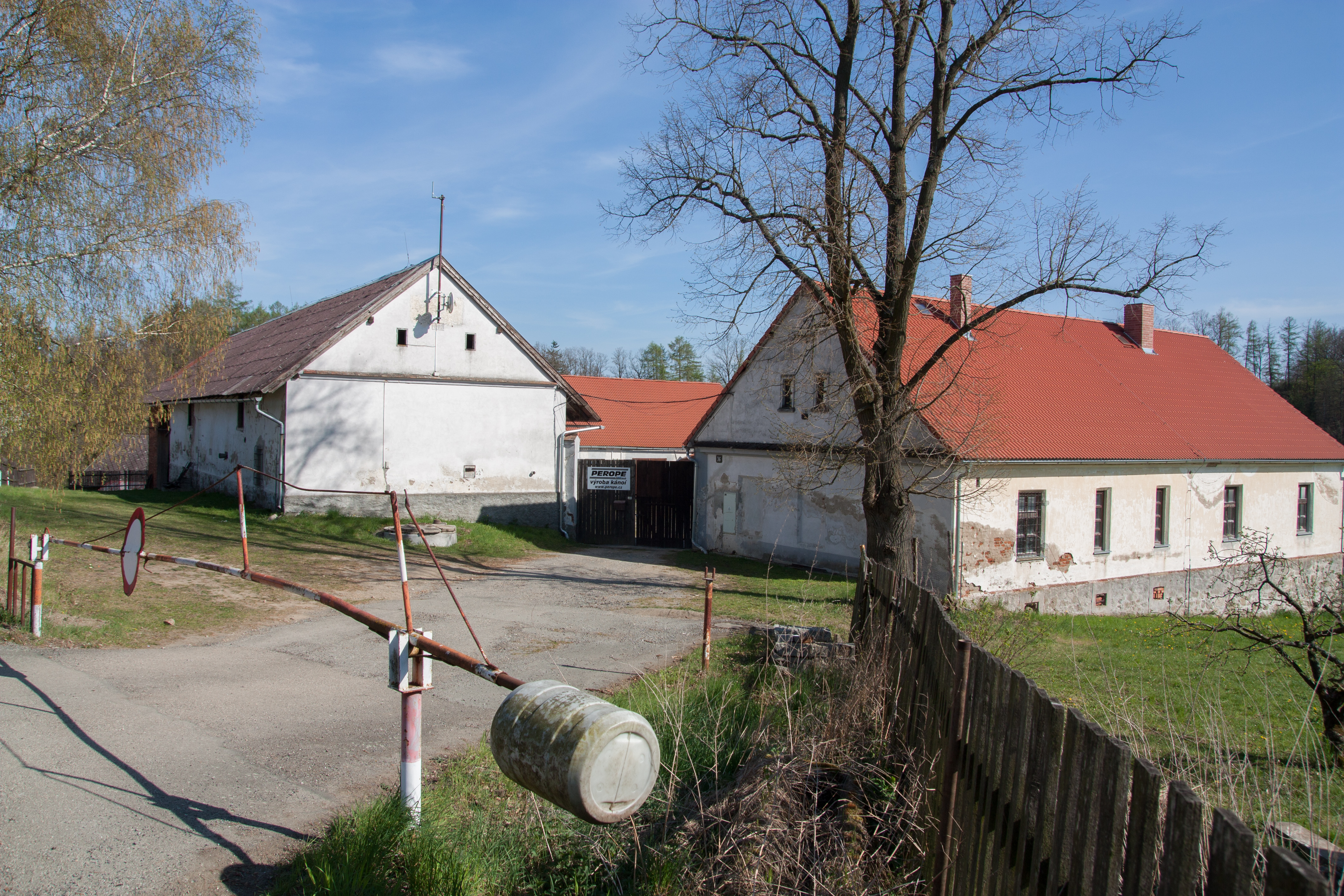
Usedlost (2019)
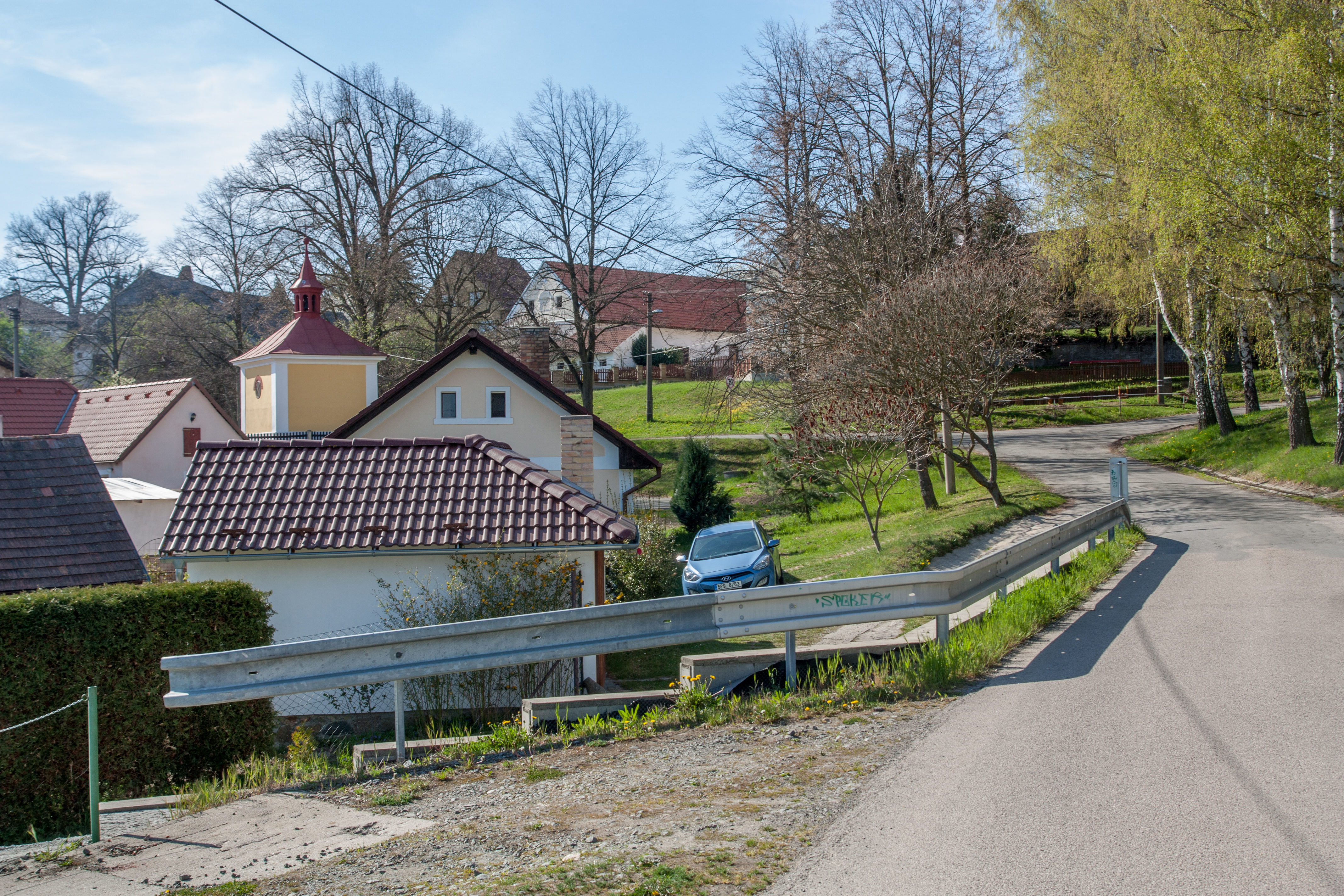
Ulice (2019)
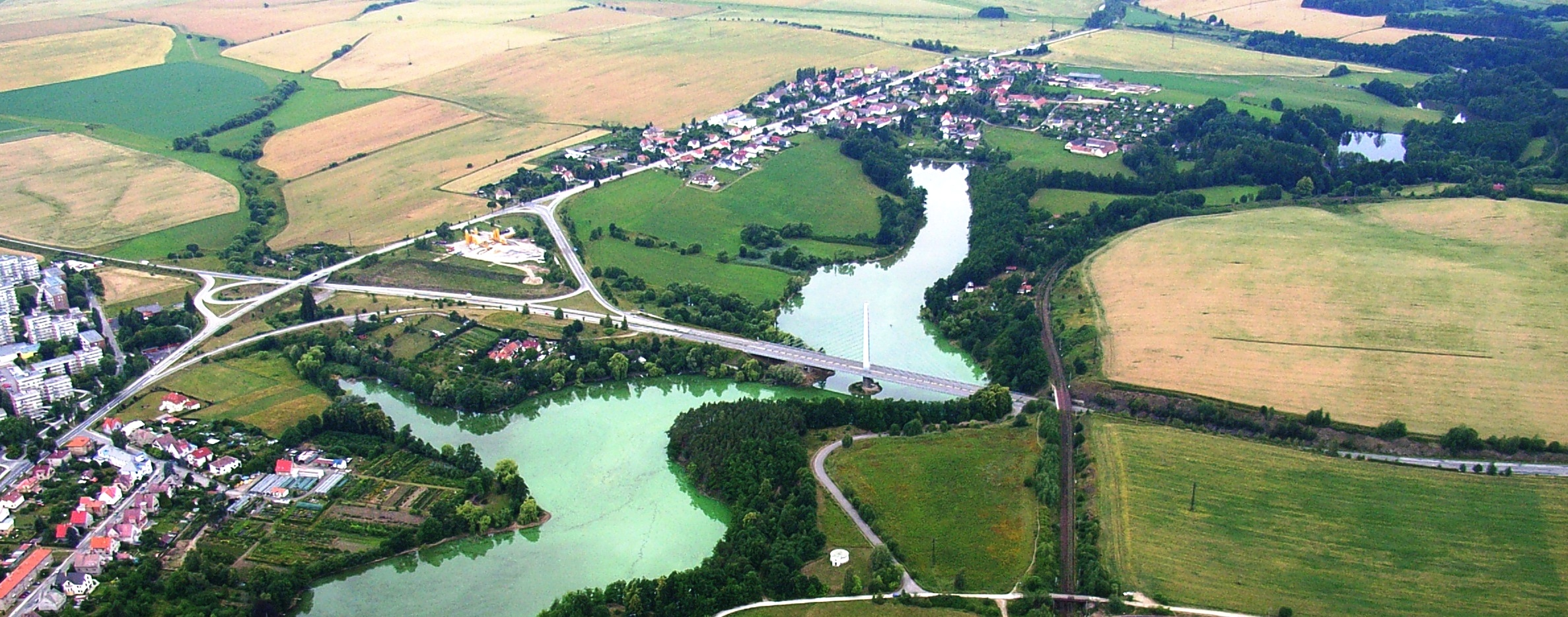
Křižovatka silnic 19 (přes Jordán) a 603, vpravo vzadu kemp Malý Jordán, vlevo dole okraj Tábora
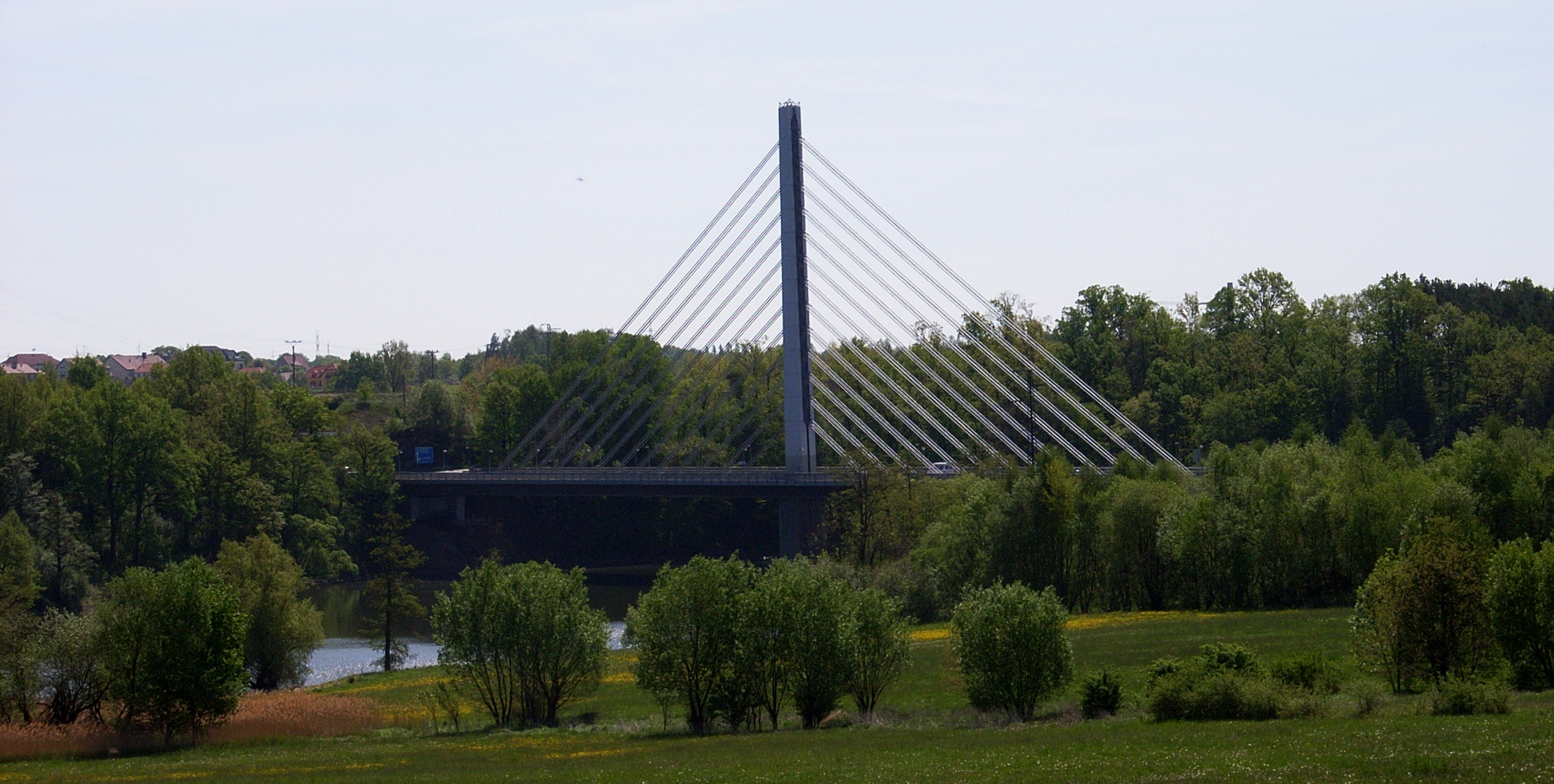
Pohled od Náchoda na harfový most, vlevo v pozadí Tábor-Čekanice
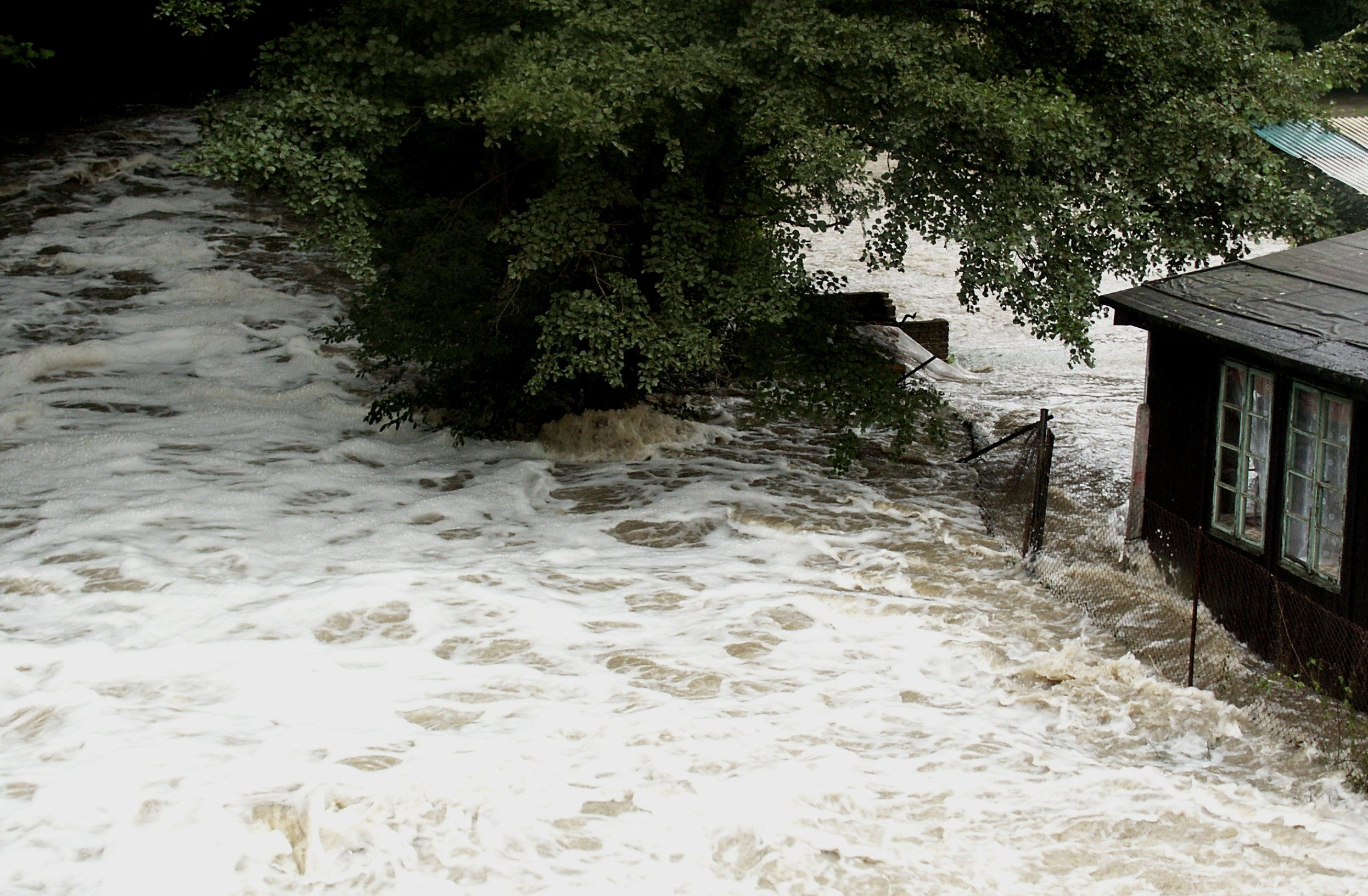
Voda z Malého Jordánu 13. srpen 2002 (u zahrádek v Náchodě)